# Ernst Krenkel

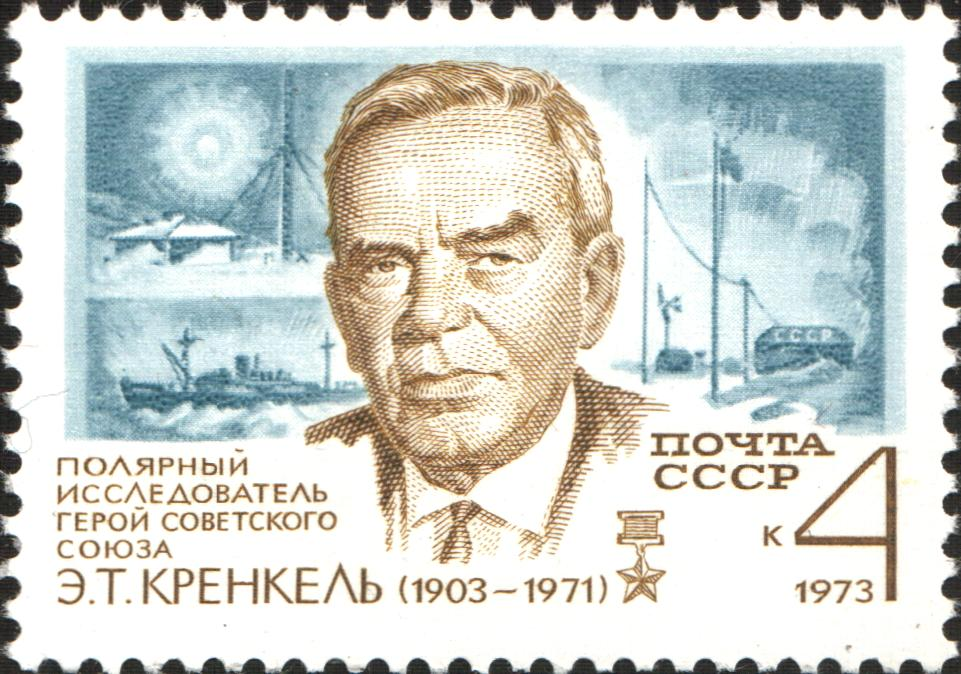
Znaczek pocztowy ZSRR z okazji 70 rocznicy urodzin E. Krenkela (1973)

Ernst Teodorowicz Krenkel (ros. Эрнст Теодо́рович Кре́нкель, ur. 11 grudnia?/24 grudnia 1903 w Białymstoku, zm. 8 grudnia 1971 w Moskwie) – radiotelegrafista pierwszej radzieckiej dryfującej stacji polarnej „Siewiernyj Polus-1”, polarnik, Bohater Związku Radzieckiego (1938).

## Życiorys
Urodzony w rodzinie niemieckiego inspektora szkolnego. W 1910 wraz z rodziną przeniósł się do Moskwy, gdzie uczył się w gimnazjum, a podczas I wojny światowej i wojny domowej w Rosji przerwał naukę i pracował dorywczo. W 1921 z wyróżnieniem ukończył kursy radiotelegraficzne w Moskwie i został radiotelegrafistą w Lubiercach, w latach 1924-1925 był radiotelegrafistą w pierwszym radzieckim obserwatorium polarnym Matoczkin Szar na Nowej Ziemi, później (1925–1926) służył w Armii Czerwonej we Włodzimierzu jako radiotelegrafista. Po odbyciu służby wojskowej był radiotelegrafistą w Moskwie, od 1927 ponownie w obserwatorium Matoczkin Szar, 1928 na statku hydrograficznym „Tajmyr”, później pracował w Centralnym Naukowo-Badawczym Instytucie Łączności. Brał udział w wielu ekspedycjach polarnych, m.in. na statku „Gieorgij Siedow”, między 1929 a 1930 w zimówce na stacji Buchta Tichaja na Wyspie Hoockera, w 1931 na pokładzie niemieckiego sterowca „Graf Zeppelin”, w 1932 na parowcu „Sibiriakow”, a w 1933 na radzieckim sterowcu „W-3”. W 1930 ustanowił światowy rekord zasięgu połączenia radiowego – z wyspy Hoockera w Arktyce skontaktował się z antarktyczną stacją Little America – i stał się jednym z najbardziej znanych radzieckich polarników i radiotelegrafistów. Od 21 maja 1937 do 19 lutego 1938 wraz z Iwanem Papaninem, Jewgienijem Fiodorowem i Piotrem Szyrszowem brał udział w dryfie na pierwszej radzieckiej dryfującej stacji polarnej „Siewiernyj Polus-1”, za co wraz z pozostałymi uczestnikami ekspedycji otrzymał tytuł Bohatera Związku Radzieckiego. W 1938 otrzymał tytuł doktora nauk geograficznych i został szefem Zarządu Stacji Polarnych Gławsiewmorputi (do 1948), podczas wojny z Niemcami kierował ewakuacją dzieci polarników z Moskwy, brał udział w przeniesieniu Instytutu Arktycznego i innych pododdziałów Gławsiewmorputi na głębokie tyły, w latach 1948-1951 był dyrektorem moskiewskiego zakładu radiowego, później do końca życia pracował w Instytucie Naukowo-Badawczym Budowy Przyrządów Hydrometeorologicznych jako kierownik laboratorium, kierownik działu i od 1969 dyrektor Instytutu. Został pochowany na Cmentarzu Nowodziewiczym.

## Odznaczenia
- Złota Gwiazda Bohatera Związku Radzieckiego (22 marca 1938)
- Order Lenina (dwukrotnie – 27 czerwca 1937 i 22 marca 1938)
- Order Czerwonego Sztandaru Pracy (1932)
- Order Czerwonej Gwiazdy (dwukrotnie)

I medale.

## Dzieła
- Czterech towarzyszy. Кренкель Э. Четыре товарища. — М.: Художественная литература, 1940. — 316 с.
- RAEM — mój znak wywoławczy. Кренкель Э. Т. RAEM — мои позывные. — М.: Советская Россия, 1973. — 436 с.